# سفارت بریتانیا در کابل
سفارت بریتانیا در کابل (به انگلیسی: Embassy of the United Kingdom in Kabul) مأموریت دیپلماتیک بریتانیا در افغانستان است. بریتانیا برای اولین بار در سال ۱۹۲۲ پس از پیمان ۱۹۱۹ راولپندی مأموریت دیپلماتیک خود را در این کشور تأسیس کرد. نایب السلطنه هند جورج کرزن دستور داد که یک ترکیب بزرگ و مجلل ساخته شود که در سال ۱۹۲۷ تکمیل شد.
این نمایندگی در پی جنگ داخلی ۱۹۲۸ در افغانستان بسته، اما در سال ۱۹۳۰ دوباره تأسیس شده و نهایتا در سال ۱۹۴۸ تبدیل به سفارت شد اما پس خروج شوروی از افغانستان بسته شد. ساختمان این سفارت در سال ۱۹۹۴ به پاکستان تحویل داده شد.
پس از حمله آمریکا به افغانستان در سال ۲۰۰۱، سفارت کار خود را در یک ناحیهٔ جدید در وزیر اکبر خان دوباره آغاز کرد. در ۲۰۱۸ این سفارت که در مرز منطقهٔ امن کابل قرار داشت، «آسیب‌پذیر به حمله» معرفی شد و طرح‌هایی برای ایجاد سفارتی جدید در منطقه‌ای امن‌تر در نظر گرفته شد، که هیچ وقت به‌وقوع نپیوست.
پس از خروج نیروهای خارجی از افغانستان و فروپاشی دولت افغانستان فعالیت‌های این سفارت محدود شد و در ۲۹ اوت ۲۰۲۱ به صورت موقت به قطر انتقال داده شد.